# Боголюбово (Казахстан)
Боголю́бово (каз. Боголюбов) — село у складі Кизилжарського району Північноказахстанської області Казахстану. Адміністративний центр Куйбишевського сільського округу.
Населення — 1210 осіб (2021; 1625 у 2009, 2021 у 1999, 2743 у 1989).
Національний склад станом на 1989 рік:
- росіяни — 69 %.